# الشقبة (الحديدة)

تعديل مصدري - تعديل

الشقبه هي إحدى قرى مديرية المغلاف، التابعة لمحافظة الحديدة اليمنية، بلغ تعداد سكانها 2621 نسمة حسب الإحصاء الذي جرى عام 2004.